# مجلة الفنون والعمارة

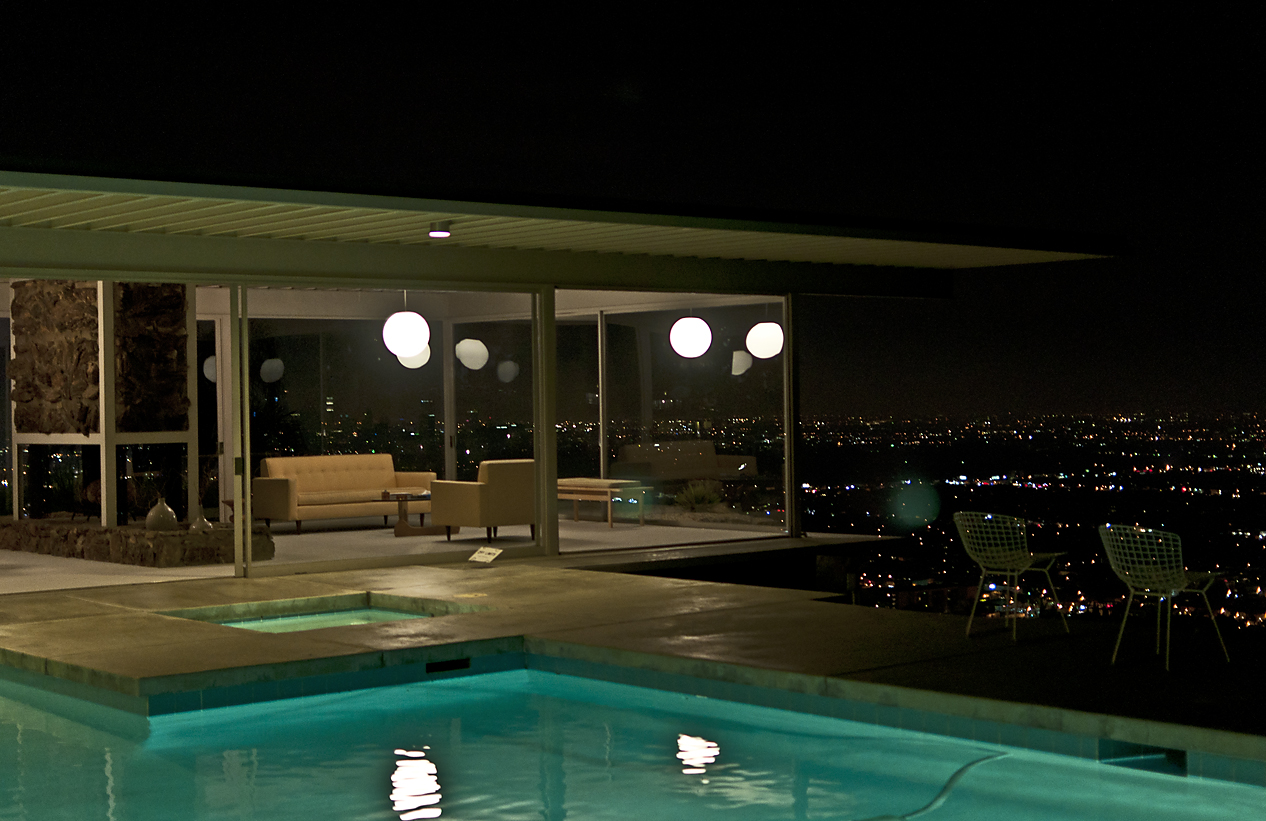

الفنون والعمارة (1929-1967) مجلة أمريكية للتصميم والهندسة المعمارية والمناظر الطبيعية والفنون. تم نشرها وتحريرها من قبل جون إنتنزا خلال السنوات 1938-1962  وديفيد ترافرز من 1962 إلى 1967. لعبت الفنون والهندسة المعمارية دورا هاما في التاريخ الثقافي في لوس أنجلوس وفي تطوير حداثة الساحل الغربي بشكل عام.واحدة من أهم مساهمات مجلة الفنون والعمارة الثقافية هي رعايتها لبرنامج تصميم وبناء ونشر لدور دراسة الحالة.

## التاريخ
الفنون والعمارة (1940-1967)، مجلة عمارة الأمريكية، بدأت باسم كاليفورنيا الفنون والعمارة في عام 1929. أعيد تصميمها تحت قيادة مارك دانيلز في عام 1936. وفي عام 1940، أصبح جون إنتنزا ناشرا ومحررا؛ بفضل وجهات نظره وقيادته «وضعت كاليفورنيا على الخريطة الثقافية» ، وخلق تأثير دائم على التاريخ الثقافي في لوس أنجلوس وجنوب كاليفورنيا والساحل الغربي والولايات المتحدة في تطوير الحداثة الأمريكية. وفقا للتصميم الأمريكي في القرن العشرين ، طرحت مجلة الفنون والهندسة المعمارية «الذوق كموضوع للنقاش النقدي وحافظت على اهتمام رفيع المستوى برفع المعايير». عندما تبحث عن أمثلة للفن والتصميم في الخارج، نظرت المجلة إلى المكسيك بدلا من أوروبا. في عام 1962 استقال إنتنزا ليقوم بادارة مؤسسة غراهام، وعندها قام ديفيد ترافرزباستلام تحرير المجلة حتى إغلاقها في عام 1967. تم إحياؤه 1981-1985 تحت رئاسة تحرير باربرا غولدشتاين.

## نشر المصممين
كانت مجلة الفنون والعمارة أول مجلة أمريكية لنشر أعمال هانز هوفمان وكريغ إلوود ورافائيل سوريانو ومارغريت ديباتا ووجورج ناكاشيما وبرنارد روزنتال وتشارلز إيمز وراي إيمز وتوماس تشيرش وغاريت إيكبو ولويد رايت وكونراد واشسمان وروبرت رويستون وهانس هولين وفرانك جيري وغيرهم الكثير. كما أنها جسدت أعلى مستوى من التصميم الجرافيكي الممكن في عصرها (أفضل من أي  مجلة فنية أمريكية في ذلك الحين)، ووظفت مواهب مصممين مثل ألفين لوستيج، وهربرت ماتر، وجون فوليس، والمصور جوليوس شولمان. تضمنت المجلة مقالات لكتاب مثلإستر مكوي وإدغار كوفمان جونيور ووالتر غروبيوس ولويس مومفورد وغيرها الكثير الذين شاركوا بعمق في الحركة الحديثة.

## إعادة طبع
قام ناشر كتاب TaschenTaschen A&A بنشر فاكس لجميع إصدارات المجلة الشهرية من 1945 إلى 1954 مع احتوائه على مقدمة من ديفيد ترافرز. ومن المقرر نشر الاصدارات التي نشرت من عام 1955 إلى عام 1967.

## روابط خارجية
- Artsandarchitecturemag.com .